# Lonicera reticulata
Lonicera reticulata är en kaprifolväxtart som beskrevs av Constantine Samuel Rafinesque. Lonicera reticulata ingår i släktet tryar, och familjen kaprifolväxter. Inga underarter finns listade i Catalogue of Life.

## Bildgalleri

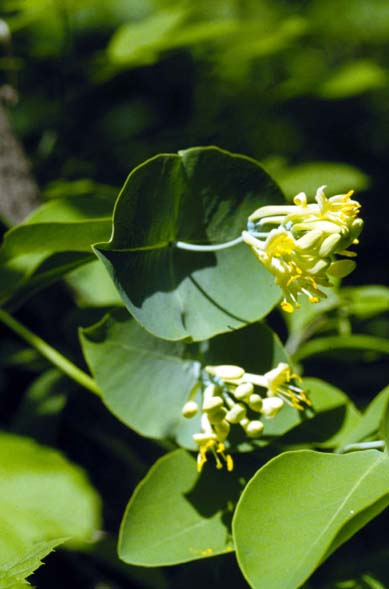